# Georg von Gizycki
Georg von Gizycki (* 14. April 1851 in Glogau (Provinz Schlesien); † 3. März 1895 in Berlin) war ein deutscher Philosoph. 

## Leben
Gizycki promovierte am 29. Mai 1875 bei Eduard Zeller an der Friedrich-Wilhelms-Universität in Berlin mit einem Versuch über die philosophischen Consequenzen der Goethe-Lamarck-Darwin’schen Evolutionstheorie und habilitierte sich beim selben mit einer Arbeit über Die Philosophie Shaftesbury’s. Er wurde 1878 Privatdozent und 1883 außerordentlicher Professor für Philosophie in Berlin. Gizycki war ein Vertreter der Ethischen Bewegung in Deutschland; er wirkte an der Gründung der Deutschen Gesellschaft für ethische Kultur mit und gab die Zeitschrift Ethische Kultur heraus. Darüber hinaus war er sowohl als Autor als auch im Redaktionsausschuss des International Journal of Ethics tätig.
Der im Rollstuhl sitzende Gizycki heiratete 1893 Lily von Kretschmann (1865–1916), die nach seinem Tod den späteren Reichstagsabgeordneten Heinrich Braun ehelichte.

## Schriften
- Philosophische Consequenzen der Lamarck-Darwin'schen Entwicklungstheorie. Ein Versuch. Winter, Leipzig 1876.
- Die Philosophie Shaftesbury’s. Winter, Leipzig 1876.
- Grundzüge der Moral. Friedrich, Leipzig 1883.
- Moralphilosophie gemeinverständlich dargestellt. Friedrich, Leipzig 1888.
- Kant und Schopenhauer. Zwei Aufsätze. Friedrich, Leipzig 1888.
- Vorlesungen über soziale Ethik. Aus seinem Nachlass herausgegeben von Lily von Giżycki. Dümmler, Berlin 1895.